# 962

## Události
- 2. února – německý král Ota I. Veliký korunován spolu se svojí manželkou Adélou Burgundskou v Římě císařem

## Narození
- ? – Eduard II. Mučedník, anglický král († 18. března 978)

## Úmrtí
- 1. ledna – Balduin III., flanderský hrabě

## Hlavy států
- České knížectví – Boleslav I.
- Papež – Jan XII.
- Svatá říše římská – Ota I. Veliký
- Anglické království – Edgar
- Skotské království – Indulf – Dubh
- Polské knížectví – Měšek I.
- Východofranská říše – Ota I. Veliký
- Západofranská říše – Lothar I.
- Uherské království – Takšoň
- První bulharská říše – Petr I. Bulharský
- Byzanc – Romanos II.